# Fridhems församling
Fridhems församling är en församling i Skara-Barne kontrakt i Skara stift. Församlingen ligger i Grästorps kommun och Essunga kommun i Västra Götalands län och ingår i Grästorps pastorat. 

## Administrativ historik
Församlingen har medeltida ursprung. 
Församlingen, bildades 2002 genom sammanslagning av Längnums församling och Hyringa församling, båda i Grästorps kommun samt Malma församling i Essunga kommun och ingår sedan dess i Grästorps pastorat. Namnet är taget efter Fridhems kyrka, som ända sedan 1868 varit gemensam för de tre församlingarna.

## Kyrkor
- Fridhems kyrka
- Malma kapell